# روبرت غونارسون
روبرت غونارسون مواليد 22 مايو 1980 في ريكيافيك، هو لاعب كرة يد أيسلندي. يلعب حاليا مع نادي آرهوس لكرة اليد ويحمل الرقم 18. مثل منتخب آيسلندا لكرة اليد. شارك في دورة الألعاب الأولمبية الصيفية سنة 2004.

## سجل المنافسة
شارك في البطولات التالية:
- بطولة العالم لكرة اليد للرجال 2015
- بطولة أوروبا لكرة اليد للرجال 2012
- بطولة أوروبا لكرة اليد للرجال 2014
- بطولة أوروبا لكرة اليد للرجال 2016
- الألعاب الأولمبية الصيفية 2012

## الميداليات
| الميدالية | المسابقة                           |
| --------- | ---------------------------------- |
| فضية      | الألعاب الأولمبية الصيفية 2008     |
| برونزية   | بطولة أوروبا لكرة اليد للرجال 2010 |

## روابط خارجية
- روبرت غونارسون على موقع الاتحاد الأوروبي لكرة اليد (الإنجليزية)
- روبرت غونارسون على موقع اللجنة الأولمبية الدولية (الإنجليزية)
- روبرت غونارسون على موقع أوليمبيديا (الإنجليزية)